# Второй кабинет Бориса Джонсона
Второй кабинет Бориса Джонсона (англ. Second Johnson ministry) — 99-е (с момента образования в 1707 году Королевства Великобритания) правительство Великобритании, действующее с 16 декабря 2019 года по 6 сентября 2022 года под председательством Бориса Джонсона.

## Формирование
Второй кабинет Бориса Джонсона начал свою работу 13 декабря 2019 года, когда королева Елизавета II пригласила главу консерваторов Бориса Джонсона сформировать новое правительство после внеочередных всеобщих выборов 2019 года, на которых Консервативная партия показала максимальный результат с 1987 года.
Выборы были назначены после того, как парламент зашёл в тупик из-за Брексита, когда первый консервативный кабинет Бориса Джонсона из консервативного меньшинства не смог реализовать свою законодательную программу. В то время как Закон 2011 года о парламентских выборах с фиксированным сроком требует, чтобы большинство голосов в парламенте составляло две трети, чтобы инициировать выборы, Джонсон обошел это требование, приняв Закон о досрочных парламентских выборах 2019 года при поддержке либерал-демократов. В результате выборов, состоявшихся 12 декабря 2019 года, Джонсон смог получить большинство из восьмидесяти мест, самое большое со времен Маргарет Тэтчер в 1987 году.
Формирование кабинета завершилось к 16 декабря, при этом Джонсон не заменил ни одного из членов прежнего правительства, занимающих свои должности на текущий момент (единственным новым лицом стал Саймон Харт, получивший портфель министра по делам Уэльса ввиду отставки Алана Кэрнса, состоявшейся ещё в ноябре).

## Состав правительства
| Должность                                                                                                  | Имя                                           | Партия         | Портрет            | Примечания |
| --- | --------------------------------------------- | -------------- | ------------------ | --- |
| Премьер-министр, первый лорд казначейства, министр по делам государственной службы, министр по делам Союза | достопочтенный Борис Джонсон                  | Консервативная |                    | |
| Министр иностранных дел и международного развития                                                          | достопочтенная Лиз Трасс                      | Консервативная |                    | С 15 сентября 2021 |
| Первый государственный секретарь, министр иностранных дел и международного развития                        | достопочтенный Доминик Рааб                   | Консервативная |                    | До 15 сентября 2021 |
| Заместитель премьер-министра, министр юстиции, лорд-канцлер                                                | достопочтенный Доминик Рааб                   | Консервативная | С 15 сентября 2021 | |
| Министр юстиции, лорд-канцлер                                                                              | достопочтенный Роберт Бакленд                 | Консервативная |                    | До 15 сентября 2021 |
| Канцлер казначейства, второй лорд казначейства                                                             | достопочтенный Саджид Джавид                  | Консервативная |                    | До 13 февраля 2020 |
| Канцлер казначейства, второй лорд казначейства                                                             | достопочтенный Риши Сунак                     | Консервативная |                    | 13 февраля 2020 — 5 июля 2022 |
| Канцлер казначейства, второй лорд казначейства                                                             | Надхим Захави                                 | Консервативная |                    | С 5 июля 2022 |
| Министр внутренних дел                                                                                     | достопочтенная Прити Пател                    | Консервативная |                    | |
| Канцлер герцогства Ланкастерского                                                                          | достопочтенный Майкл Гоув                     | Консервативная |                    | До 15 сентября 2021 |
| Канцлер герцогства Ланкастерского                                                                          | достопочтенный Стивен Баркли                  | Консервативная |                    | С 15 сентября 2021 по 7 июля 2022 |
| Канцлер герцогства Ланкастерского                                                                          | достопочтенный Кит Молтхаус                   | Консервативная |                    | С 7 июля 2022 |
| Министр канцелярии кабинета                                                                                | достопочтенный Майкл Гоув                     | Консервативная |                    | С 13 февраля 2020 по 15 сентября 2021 |
| Министр канцелярии кабинета                                                                                | достопочтенный Стивен Баркли                  | Консервативная |                    | С 15 сентября 2021 по 8 февраля 2022 |
| Министр обороны                                                                                            | достопочтенный Бен Уоллес                     | Консервативная |                    | |
| Министр здравоохранения и социального обеспечения                                                          | достопочтенный Мэттью Хэнкок                  | Консервативная |                    | До 26 июня 2021 |
| Министр здравоохранения и социального обеспечения                                                          | достопочтенный Саджид Джавид                  | Консервативная |                    | С 26 июня 2021 по 5 июля 2022 |
| Министр здравоохранения и социального обеспечения                                                          | достопочтенный Стивен Баркли                  | Консервативная |                    | С 5 июля 2022 |
| Ответственный за подготовку Великобритании к конференции ООН по климату                                    | достопочтенный Алок Шарма                     | Консервативная |                    | С 8 января 2021 |
| Министр по делам бизнеса, энергетики и промышленного развития                                              | достопочтенная Андреа Ледсом                  | Консервативная |                    | До 13 февраля 2020 |
| Министр по делам бизнеса, энергетики и промышленного развития                                              | достопочтенный Алок Шарма                     | Консервативная |                    | С 13 февраля 2020 до 8 января 2021 |
| Министр по делам бизнеса, энергетики и промышленного развития                                              | достопочтенный Квази Квартенг                 | Консервативная |                    | С 8 января 2021 |
| Министр внешней торговли Великобритании Председатель Торгового совета                                      | достопочтенная Лиз Трасс                      | Консервативная |                    | До 15 сентября 2021 |
| Министр внешней торговли Великобритании Председатель Торгового совета                                      | достопочтенная Энн-Мари Тревельян             | Консервативная |                    | С 15 сентября 2021 |
| Министр по делам женщин и равных возможностей                                                              | достопочтенная Лиз Трасс                      | Консервативная |                    | |
| Министр труда и пенсий                                                                                     | достопочтенная Тереза Коффи                   | Консервативная |                    | |
| Министр образования                                                                                        | достопочтенный Гэвин Уильямсон                | Консервативная |                    | До 15 сентября 2021 |
| Министр образования                                                                                        | Надхим Захави                                 | Консервативная |                    | 15 сентября 2021 — 5 июля 2022 |
| Министр образования                                                                                        | Мишель Доунлан                                | Консервативная |                    | 5-7 июля 2022 |
| Министр образования                                                                                        | достопочтенный Джеймс Клеверли                | Консервативная |                    | С 7 июля 2022 |
| Министр по делам окружающей среды, продовольствия и сельского хозяйства                                    | достопочтенная Тереза Вильерс                 | Консервативная |                    | До 13 февраля 2020 |
| Министр по делам окружающей среды, продовольствия и сельского хозяйства                                    | достопочтенный Джордж Юстис                   | Консервативная |                    | С 13 февраля 2020 |
| Министр жилищно-коммунального хозяйства и местного самоуправления                                          | достопочтенный Роберт Дженрик                 | Консервативная |                    | До 15 сентября 2021 |
| Министр жилищно-коммунального хозяйства и местного самоуправления                                          | достопочтенный Майкл Гоув                     | Консервативная |                    | С 15 сентября 2021 по 6 июля 2022 |
| Министр жилищно-коммунального хозяйства и местного самоуправления                                          | достопочтенный Грег Кларк                     | Консервативная |                    | С 7 июля 2022 |
| Министр транспорта                                                                                         | достопочтенный Грант Шэппс                    | Консервативная |                    | |
| Министр по делам Северной Ирландии                                                                         | достопочтенный Джулиан Смит                   | Консервативная |                    | До 13 февраля 2020 |
| Министр по делам Северной Ирландии                                                                         | достопочтенный Брэндон Льюис                  | Консервативная |                    | C 13 февраля 2020 по 7 июля 2022 |
| Министр по делам Северной Ирландии                                                                         | достопочтенный Шайлеш Вара                    | Консервативная |                    | C 7 июля 2022 |
| Министр по делам Шотландии                                                                                 | достопочтенный Алистер Джек                   | Консервативная |                    | |
| Министр по делам Уэльса                                                                                    | достопочтенный Саймон Харт                    | Консервативная |                    | До 6 июля 2022 |
| Министр по делам Уэльса                                                                                    | достопочтенный Роберт Бакленд                 | Консервативная |                    | С 7 июля 2022 |
| Лидер Палаты лордов, Лорд-хранитель Малой печати                                                           | достопочтенная баронесса Эванс Боуэс Паркская | Консервативная |                    | |
| Министр по вопросам цифровых технологий, культуры, средств массовой информации и спорта                    | достопочтенная баронесса Морган Котская       | Консервативная |                    | До 13 февраля 2020 |
| Министр по вопросам цифровых технологий, культуры, средств массовой информации и спорта                    | достопочтенный Оливер Доуден                  | Консервативная |                    | С 13 февраля 2020 по 15 сентября 2021 |
| Министр по вопросам цифровых технологий, культуры, средств массовой информации и спорта                    | Надин Доррис                                  | Консервативная |                    | С 15 сентября 2021 |
| Министр международного развития                                                                            | достопочтенный Алок Шарма                     | Консервативная |                    | До 13 февраля 2020 |
| Министр международного развития                                                                            | Энн-Мари Тревельян                            | Консервативная |                    | С 13 февраля по 2 сентября 2020 |
| Министр без портфеля, председатель Консервативной партии                                                   | достопочтенный Джеймс Клеверли                | Консервативная |                    | До 13 февраля 2020 |
| Министр без портфеля, председатель Консервативной партии                                                   | Аманда Миллинг                                | Консервативная |                    | С 13 февраля 2020 по 15 сентября 2021 |
| Министр без портфеля, председатель Консервативной партии                                                   | достопочтенный Оливер Доуден                  | Консервативная |                    | С 15 сентября 2021 по 24 июня 2022 |
| Министр без портфеля, председатель Консервативной партии                                                   | Эндрю Стивенсон                               | Консервативная |                    | С 7 июля 2022 |
| Младший министр канцелярии Кабинета                                                                        | достопочтенный лорд Фрост                     | Консервативная |                    | С 1 марта по 18 декабря 2021. |
| Министр без портфеля                                                                                       | Найджел Адамс                                 | Консервативная |                    | С 15 сентября 2021 по 5 сентября 2022 |
| Младший министр по возможностям Брекзита и эффективности правительства                                     | достопочтенный Джейкоб Рис-Могг               | Консервативная |                    | С 8 февраля 2022. |
| Также имеют право участвовать в заседаниях Кабинета                                                        |                                               |                |                    | |
| Главный секретарь Казначейства                                                                             | достопочтенный Риши Сунак                     | Консервативная |                    | До 13 февраля 2020 |
| Главный секретарь Казначейства                                                                             | достопочтенный Стивен Баркли                  | Консервативная |                    | С 13 февраля 2020 по 15 сентября 2021 |
| Главный секретарь Казначейства                                                                             | Саймон Кларк                                  | Консервативная |                    | С 15 сентября 2021 |
| Лорд-председатель Совета, лидер Палаты общин                                                               | достопочтенный Джейкоб Рис-Могг               | Консервативная |                    | До 8 февраля 2022 |
| Лорд-председатель Совета, лидер Палаты общин                                                               | достопочтенный Марк Спенсер                   | Консервативная |                    | С 8 февраля 2022 |
| Главный парламентский организатор, Парламентский секретарь Казначейства                                    | достопочтенный Марк Спенсер                   | Консервативная |                    | До 8 февраля 2022 |
| Главный парламентский организатор, Парламентский секретарь Казначейства                                    | Крис Хитон-Харрис                             | Консервативная |                    | С 8 февраля 2022 |
| Генеральный атторней Англии и Уэльса                                                                       | достопочтенный Джеффри Кокс                   | Консервативная |                    | До 13 февраля 2020 |
| Генеральный атторней Англии и Уэльса                                                                       | Суэлла Браверман                              | Консервативная |                    | С 13 февраля 2020 (со 2 марта 2021 года находилась в отпуске по беременности, её обязанности временно исполнял Майкл Эллис). Вышла из отпуска 10 сентября 2021.       |
| Государственный министр по делам предпринимательства и энергетики                                          | достопочтенный Квази Квартенг                 | Консервативная |                    | До 8 января 2021 |
| Государственный министр по делам предпринимательства и энергетики                                          | Энн-Мари Тревельян                            | Консервативная |                    | С 8 января 2021 по 15 сентября 2021 |
| Генеральный казначей                                                                                       | достопочтенный Оливер Доуден                  | Консервативная |                    | До 13 февраля 2020 (преемница, Пенни Мордонт, не получила права участвовать в заседаниях Кабинета)                                                                    |
| Генеральный казначей                                                                                       | Майкл Эллис                                   | Консервативная |                    | С 16 сентября 2021 |
| Министр канцелярии кабинета                                                                                | достопочтенный Оливер Доуден                  | Консервативная |                    | До 13 февраля 2020 |
| Министр канцелярии кабинета                                                                                | Майкл Эллис                                   | Консервативная |                    | С 8 февраля 2022 |
| Государственный министр по осуществлению проекта «Северный энергоблок»                                     | достопочтенный Джейк Берри                    | Консервативная |                    | До 13 февраля 2020 (преемник в должности младшего министра регионального роста и местного самоуправления Саймон Кларк не получил права участия в заседаниях Кабинета) |
| Государственный министр жилищного строительства                                                            | достопочтенная Эстер Макви                    | Консервативная |                    | До 13 февраля 2020 (преемник, Кристофер Пинчер, не получил права участвовать в заседаниях Кабинета).                                                                  |
| Государственный министр окружающей среды, продовольствия, сельского хозяйства и международного развития    | достопочтенный лорд Голдсмит Ричмонд Паркский | Консервативная |                    | В ходе серии кадровых перемещений 13 февраля 2020 года назначен дополнительно младшим министром европейских дел, но лишён права участвовать в заседаниях Кабинета.    |
| Государственный министр по вопросам безопасности                                                           | достопочтенный Брэндон Льюис                  | Консервативная |                    | До 13 февраля 2020 (преемник, Джеймс Брокеншир, не получил права участвовать в заседаниях Кабинета)                                                                   |
| Младший министр полиции и борьбы с преступностью                                                           | Кит Молтхаус                                  | Консервативная |                    | С 15 сентября 2021 по 7 июля 2022 |
| Младший министр университетов                                                                              | Мишель Доунлан                                | Консервативная |                    | С 15 сентября 2021 по 5 июля 2022 |